# Дечји креветац
Дечји креветац је мали је кревет посебно конструисан за новорођенчад и врло малу децу. Осмишљен је тако да у њему може безбедно спавати сасвим мало дете које већ може да се усправи на ноге. Дизајн дечјег кревеца најчешће је налик кавезу, како би се дете спречило да изађе или испадне из кревета.

## Историја
Дечји кревеци  појавили су се тек у 19. веку. Настали су развојем дизајна колевке, како би се и нешто старија деца могла задржати у кревету, без опасности да га напусте без родитељског надзора и при томе се повреде. Истовремено је измењена и висина на којој дете спава. Већ тада сматрало да дечји кревет треба одићи од земље због, како се тада веровало, штетних испарења испод нивоа колена. Када је дечији кревет одигнут од земље, улога страница се променила из практичне у сигурносну.
Наиме, према тада важећим схватањима кревеци за бебе користили су се када дете напуни годину дана. Како у том узрасту дете већ може самостално да стоји, постојала је опасност да ће лако моћи само да устане из кревета са ниским странама, па су оне повећане. Често је једна страна била причвршћена на шаркама, па се могла спустити, како би се дете лакше изнело из кревеца (овај дизајн задржан је и на савременим кревецима). Овакав креветац имао је и точкиће, како би се по потреби могао је преместити до кревета родитеља.
Значајна промена у дизајну кревета уопште десила се у Италији у 17. веку. Тада су се појавили кревети направљени од гвожђа, како би се решили проблеми са стеницама, вашкама и мољцима.  Ова новина убрзо је примењена и на дечје кревете, односно колевке. Прве гвоздене колевке појавиле су се између 1620-1640. Присталице оваквих кревета истицале су  наводне здравствене користи. Металне колевке и кревеци постали су популарни током друге половине 19. века.  На бочне стране често је као заштита постављана мрежа, направљена од канапа или металних ланаца. Тадашњи стручњаци за бригу о деци гвожђе су сматрали хигијенским материјалом (у поређењу са дрветом) у коме се нису могле настанити штеточине. Овакви метални кревети су често бојени белим емајлом. Због тога су касније и произвођачи дрвених креветаца наставили да их боје у тада већ традиционалну белу боју. На жалост, често су се користиле оловне боје које су отровне, а познато је да бебе своја прва сазнања о свету добијају управо преко чула укуса, па су лизала ове површине.
Занимљиво је да су од 1938. године бебе у Финској спавале су у картонским кутијама са душеком на дну, које се будућим мајкама дељене као пакет за породиље који неопходну опрему за породиљу и новорођенче у првим данима.

## Дизајн

### Стандарди
Како би се осигурала безбедност деце у кревецима 70-их година 20. века постављени су стандарди у њиховој изради, што је смањило број несрећних случајева са фаталним исходом за 75% и у великој мери број повреда. Ови стандарди су и даље у употреби. 
Кревети за бебе су дизајнирани тако да ограниче кретање детета на кревет. Бочне стране су високе и немају упоришта за ноге, како се беба не би могла уз њих попети. Технички стандарди такође укључују и  материјале који се користе, као и величине различитих отвора, како би се спречило заглављивање удова и главе. Ови стандарди се примењују у Аустралији и Новом Зеланду, Европи, Сједињеним Америчким Државама, а постоје такође и међународни стандарди.Ови стандарди дизајна идентификују и решавају четири најчешће опасности:
Падови
Да би се спречиле повреде као што су потрес мозга и преломи костију приликом пада код покушаја пењања, упоришта за ноге нису дозвољена. Минимална висине бочних страна дефинисана је за различите положаје душека.
Гушење
Беба се може заглавити и угушити ако јој се одећа закачи за делове кревета који штрче, па нису дозвољене никакве избочине.
Размаци између решетака или било који други процепи и отвори морају бити толики да кроз њих не може проћи бебина глава, како се не би заглавила.
Бебе немају развијене моторичке способности, нити довољно развијене вратне мишиће да окрену главу. Зато прети опасност од гушења ако им глава западне у нешто што им омета дисање, какве су празнине створене неприлагођеним или додатним душецима, а опасност може бити и премекан душек.
Заглављивање
Размаци између решетака или било који други процепи и отвори, осим што морају бити довољно мале да се у њих не може заглавити глава, морају бити и довољно велике да се у њих не могу заглавити удови (руке и ноге), што може довести до озбиљних повреда.
Старији модели имали су једну бочну страну која се могла спуштати, како би се олакшао поступак стављања детета у креветац и поново подићи да би се вратио интегритет ограде. Међутим, код појединих модела дешавали су се проблеми са неисправним или неадекватним механизмима за подизање ограде, који су стварали размаке и процепе који су проузроковали озбиљне повреде. Од 2011. у Сједињеним Америчким Државама, а од 2016. и у Канади се примењују нови сигурносни стандарди који захтевају да дечји кревеци имају фиксне странице.

### Варијације
Дечји кревеци могу бити статични или мобилни (склопиви или са точкићима, дрвени или са мрежастом оградом). Мобилни модели најчешће немају стране које се спуштају. Они склопиви најчешће су израђени од пластике и склапају се у компактно паковање. Уместо решетки имају мрежасте странице са отворима премалим да кроз њих беба провуче било који прст (мањим од 5 мм према стандардима). Стандарди за склопиве дечје кревеце постоје у Аустралији и Новом Зеланду, Европи, а постоје и међународни стандарди.
Све популарнији постају мултифункционални модели који се могу, како беба расте, трансформисати до кревета стандардне величине које дете може користити и дуже од бебећег узраста. Овакви модели, уклањањем обе стране ограде, постају кревети за малу децу са необично високим плочама, или се, уклањањем само једне стране, могу трансформисати у софу за дечју собу.
У САД постоји стандард за величину дечјег кревца, који прописује величину од 71 цм до 133 цм, али се на тржишту могу наћи и мањи, под заједничким називом „мини креветићи“.
Израђују се и већи кревети за бебе, углавном за употребу у болницама, или за оне са посебним потребама. 

## Употреба
Креветац за бебе обично се користи када дете довољно порасте да га више није сигурно остављати у колевци. Кревеци имају ниже тежиште, већу масу, ширу носиву подлогу и могу да издрже већу тежину него колевка. Такође су стабилнији од колевке и као такви су пожељни када беба почне да се окреће у кревету, с обзиром да се колевка може љуљати и нагињати. У старости од 2-3 године дете је најчешће у стању да прескочи ограду кревеца и треба га преместити у обичан кревет за децу, како би се спречила опасност од пада и повређивања.
Смештање детета у креветац може оптеретити леђа и врат родитеља, јер већ са 36 месеци деца теже између 12 и 16 кг. Због тога многи кревеци имају:
- душек који се може поставити на два нивоа - на вишем нивоу стоји све док дете није у стању да седи усправно, а убрзо после тога и да стоји (између 8 и 12 месеци), када се спушта на нижи ниво.
- точкиће ради лакшег премештања кревета.

Америчка академија за педијатрију препоручује да одојчад млађа од 12 месеци деле собу са родитељима, јер се показало да то штити од синдрома изненадне смрти новорођенчади (sudden infant death syndrome - SIDS), што никако не подразумева спавање у истом кревету са њима. Остали фактори у окружењу који утичу на безбедност и здрав сан детета су:
- спавање на леђима
- чврста подлога за спавање, односно душек и избегавање меке постељине,
- дојење и употреба цуцле (варалице),
- умерена температура у просторији (нарочито не прегрејана)
- избегавање излагања дуванском диму.[18]

## Опрема кревеца
Научна истраживања су показала да душек утиче на безбедност и здравље детета. Чврст, чист и добро намештен душек смањује ризик од било какве повреде. При том, нити материјалод ког је направљен, нити употреба половног душека не утичу на повећање ризика. Уобичајено је постављање водонепропусне подлоге (мошема и сл.) између душека и постељине како би се спречило да влажна пелена оштети душек. Постељина треба да буде добро затегнута преко душека, тако да дете не може да се у њу заплете.
Због израженог ризика од гушења код врло малих беба и опасности од пада са кревета за старије, не препоручује се додавање било чега осим чаршафа (укључујући јорган, јастук и мекане играчке) у кревет за бебе. Уместо тога, да би се дете утоплило може се користити врећа за спавање. Старијој деци може се поставити јастук, као и играчке, али причвршћене за конструкцију кревета, како не би олакшале излазак из кревета.
Уз ограду кревеца често се постављају меке облоге које би требало да спрече дете да се прибије уз решетку и повреди или заглави између летвица. Међутим, препорука је да се ове облоге не употребљавају, јер се и у њих беба може уплести.
Постоје посебне играчке, направљене за дечји креветац. Њихова улога је да забаве, умире и успавају дете, али оне мобилне треба уклонити чим беба почне да стоји (8 - 12 месеци).
Повећање животног стандарда, и развој технологије довели су до све чешће употребе уређаја познатог као беби аларм, који упозорава особе у другој просторији да се дете пробудило.